# Oropuche River
Der Oropuche River, auch Oropouche River sowie in Abgrenzung zum South Oropouche River auch North Oropuche River genannt, ist ein Fluss auf Trinidad in Trinidad und Tobago.

## Etymologie
Der Name Oropouche oder Oropuche geht auf die Ureinwohner Trinidads, je nach Region die Kariben oder die Arawak, zurück. Die eher friedlichen Arawak bewohnten zur Zeit der „Entdeckung“ durch die Spanier den Großteil der Insel, die eher kriegerischen Kariben den Nordosten; aus wessen Sprachschatz der Begriff „Oropuche“ oder „Oropouche“ stammt, ist heute nicht mehr nachvollziehbar. Der Fluss sollte nicht mit dem South Oropouche River verwechselt werden, der im Südwesten Trinidads durch Penal-Debe und Siparia verläuft und in den Golf von Paria entwässert.

## Verlauf
Der Oropuche River verläuft zur Gänze in der Region Sangre Grande im Nordosten Trinidads. Er entspringt einen Kilometer nördlich des Hollis Reservoir, des ältesten Stausees Trinidads, in den Bergen der Northern Range. Zunächst fließt er einige Kilometer nach Osten, wobei er die touristisch erschlossene Höhle Cumaca Cave passiert. Dann wendet er sich östlich von Cumaca nach Süden, um durch ein Tal hinab in Richtung der Tiefebene Caroni Plain zu fließen. Im Flachland verläuft der Oropuche River in südöstlicher Richtung, wobei er die östliche Begrenzung des Naturschutzgebiets Valencia Wildlife Sanctuary and Forest Reserve bildet. Nordöstlich von Sangre Grande vereinigt er sich mit dem Quare River und dann zwei Kilometer weiter südöstlich mit dem Cunapo River. Der Fluss verläuft dann weiter in östlich-nordöstlicher Richtung und mündet in der Nähe des Dorfes Genda in die Matura Bay, die sich zum Atlantik hin öffnet.

## Flora und Fauna
Als einer der wenigen Flüsse in Trinidad beherbergt der Oropuche River in seinem nördlichen Oberlauf Wasserpflanzen: Bei Cumaca haben sich Laichkräuter angesiedelt. Der Unterlauf fließt durch das 850 Hektar große Feuchtgebiet North Oropouche, das durch die Ramsar-Konvention geschützt ist und u. a. zahlreichen Vögeln eine Heimat bietet. In der am Oberlauf befindlichen Cumaca Cave wurde 1926 die nur dort vorkommende Heptapteridae-Art Rhamdia quelen urichi entdeckt, ein blinder Fisch, der sich vom Kot der in der Höhle lebenden Fettschwalme ernährt, entdeckt.

## Wirtschaftliche Nutzung
Am Oberlauf des Oropuche River befindet sich eine Wasseraufbereitungsanlage der staatlichen Water and Sewerage Authority (WASA), die Trinkwasser für die Regionen Sangre Grande und Arima gewinnt. Die Wasseraufbereitung wird unterstützt durch Vorkommen vom Calciumcarbonat im Flussbett, die als natürliche Filter wirken. Bis Mitte des 20. Jahrhunderts wurde das Gebiet um den Unterlauf des Oropuche River für den Anbau von Reis genutzt und war eines der wichtigsten Anbaugebiete der damaligen britischen Kolonie. Eine nachhaltige Versalzung des Flusses brachte den Reisanbau zum Erliegen.

## Geschichte
1955 wurde das Oropouche-Fieber nach dem Fluss benannt, nachdem das auslösende Virus (Oropouche-Virus, OROV) bei einem Waldarbeiter aus der Region isoliert werden konnte.